# Destiny's Child
Destiny's Child, uneori abreviat DC, este o trupă de fete americană de R&B și pop. Original un cvartet, a devenit în cele din urmă un trio, care consta în Beyoncé Knowles, Kelly Rowland, și Michelle Williams. Grupul a lansat patru albume de studio, care conțin nouă hituri #1 internaționale. Conform R.I.A.A., Destiny's Child au vândut 100 de milioane de înregistrări în toată lumea, devenind cea mai de succes trupă de fete din toate timpurile. Revista Billboard a numit formația ca fiind unul din cele mai bune trio-uri ale tuturor timpurilor.
Format în 1990 în Houston, Texas, Destiny's Child și-au început cariera muzicală în perioada adolescenței. După ani în care au încercat să devină cunoscute, au semnat un contract cu Columbia Records. Lansarea albumului de debut, The Writing's On The Wall, launched them to crossover mainstream that established them as a viable artist. În timpul apogeului comercial, grupul a trecut printr-o perioadă care a implicat multe procese, în cele din urmă ducând la plecarea a două membre din trupă. Aceasta însă a fost considerată o mutare pentru a le împinge pe membrele rămase la realizări mai mari; au înregistrat al treilea album de studio, intitulat Survivor, pe care publicul l-a interpretat ca fiind o referire la acea experiență. În 2002 Destiny's Child au anunțat o perioadă de doi ani de pauză, datorită carierelor solo; pauza le-a ajutat să câștige succes și pe plan individual. S-au reunit pentru a înregistra ultimul album, apoi despărțindu-se iar în 2005, pentru a urma cariere separate în muzică, teatru, televiziune și film.

## Istoria grupului

### 1990 - 1997:Începutul
În 1990, Beyoncé Knowles a cunoscut-o pe LaTavia Roberson în timp ce dădea audiții pentru o trupă de fete. Baza formației a fost pusă în Houston, Texas, acesteia adăugăndu-se un grup care dansa și cânta rap; Kelly Rowland, care se mutase în casa familei Knowles datorită unor probleme familiare, li s-a alăturat. Inițial se numea Girl's Tyme, și avea șase membri. Cu Knowles și Rowland, Girl's Tyme a atras atenția publicului; producătorul R&B Arne Frager a zburat până în Houston să le vadă. Le-a adus în studioul lui, The Plant Recording Studios în Carolina de Nord, îndreptându-și atenția către vocea lui Knowles, deoarece considera că are personalitate și voce. În încercările sale de a convinge o mare casă de discuri să semneze cu ele, Frager a hotărât să le facă debutul în emisiunea Star Search, cea mai cunoscută emisiune dedicată tinerilor talente, de pe vremea aceea. Au reușit să participe, dar au pierdut, conform lui Knowles, pentru că aleseseră un cântec nepotrivit; făcuseră de fapt rap, în loc să cânte.
Datorită înfrângerii suferite de grup, tatăl lui Beyoncé, Mathew Knowles, și-a dedicat voluntar timpul formației, devenind managerul lor; în 1995 a renunțat la slujba sa ca vânzător de echipamente medicale. Mișcarea a redus venitul familiei Knowles la jumătate, iar părinții s-au despărțit o perioadă datorită presiunii. Mathew Knowles a renunțat la o parte din grup, rămănând numai patru fete în formație, inclusiv LeToya Luckett, care a fost inclusă în 1993, formând o tabără pentru a le antrena. Au început să facă repetiții în salonul mamei lui Knowles, Tina, și în spatele curții, continuând să cântă în deschiderea unor trupe R&B de atunci, precum SMW și Dru Hill. Tina Knowles le-a ajutat de asemenea, creând hainele pentru interpretările lor. Au semnat un contract cu Elektra Records în același ani, dar s-a renunțat la ele, înainte să înregistreze un album. În 1997, tatăl lui Knowles a negociat cu Columbia Records, reușind să-i facă să semneze un contract cu formația.

### 1997 - 1999: Succesul

Coperta albumului The Writing's On The Wall.

Inspirat de un pasaj dintr-un psalm de Isaia, Girl's Tyme și-a schimbat numele în Destiny's Child. În același an au semnat cu Columbia Records, și au înregistrat prima lor melodie, Killing Time, care a fost inclusă pe coloana sonoră a filmului Bărbați în negru.
Destiny's Child și-au lansat albumul de debut în Statele Unite pe 17 februarie 1998, care conținea piese produse de Jermanine Dupri și Wyclef Jean.
Destiny's Child s-a vândut îm trei milioane de copii în toată lumea, și a primit discul de platină. Primul single de pe album a fost No, No, No; remixul acestuia, featuring Wyclef Jean, a ajuns pe locul 3 în Billboard Hot 100. S-a vândut în peste 1 milion de copii în S.U.A. și a primit discul de platină. Următoarele singleuri, With Me și Get On The Bus nu au avut succesul primului. În 1998, Destiny's Child au primit trei premii Soul Train Lady of Soul. Knowles a considerat debutul lor ca fiind unul de succes, dar nu unul foarte mare, deoarece, a declarat, albumul este neo soul, fiind prea matur pentru ele.
După acest succes, Destiny's Child s-au întors repede în studioul de înregistrări, colaborând cu noi producători, precum Kevin „She'kspere” Briggs  și Rodney Jerkins. Albumul a fost numit The Writin's on the Wall, și a fost lansat pe 27 iulie 1999, devenind albumul care le-a făcut faimoase. Acesta a debutat pe locul 6 în Billboard 200, și au ajuns pe primul loc în topurile R&B și pop din Statele Unite la începutul anului 2000, formația stabilindu-și astfel renumele de una dintre cele mai viabile grupuri pop. Bills, Bills, Bills a fost lansat ca prim single de pe album, în vara anului 1999, ajungând pe prima poziție în Billboard Hot 100, devenind primul lor single #1. Al doilea single, Bug a Boo, a fost un hit de top40, stagnând pe locul 33.

### 1999 - 2000: Schimbări în componență
La sfârșitul anului 1999, Luckett și Roberson au încercat să terminte colaborarea cu managerul lor, declarând că acesta nu împarte corect profitul grupului, favorizându-le pe Knowles și Rowland.
În ciuda faptului că nu intenționaseră niciodată să părăsească grupul, când videoclipul pentru Say My Name a apărut în februarie 2000, Roberson și Luckett au fost descoperit surprinse două noi membre ale formației - Michelle Williams și Farah Franklin - apărând alături de Knowles și Rowland. Roberson și Luckett au luat acțiuni în instanță în martie, dându-i în judecată pe Mathew Knowles și pe fostele colege de trupă, pentru întreruperea contractului. Ambele părți se atacau în presă.
La cinci luni după ce s-a alăturat formației Destiny's Child, Franklin a părăsit grupul din diferite motive personale; plecarea ei, totuși, nu a stârnit atât de multe controverse. La sfârșitul 2000, Roberson și Luckett au renunțat la procesul intentat lui Kelly Rowland și Beyonce Knowles în schimbul unei înțelegeri, cu toate că l-au continuat pe cel cu Mathew Knowles. Ca parte a înțelegerii, ambelor părți le fusese interzis să se atace public.
Cu toate că imaginea grupului fusese afectată, cearta nu reprezentase un obstacol pentru succesul lor continuu. „A inaugurat cea mai de succes perioadă a formației” devenind un fenomen pop-cultural. Say My Name a devenit al doilea #1 al lor în Billboard Hot 100, și cel mai de succes single până în prezent, iar ultimul single, Jumpin' Jumpin'
un hit de top5. The Writings on the Wall a devenit unul din cele mai bine vândute 10 albume ale anului 2000; a primit de opt ori discul de platină în Statele Unite.  Destiny's Child au început să cânte apoi în deschiderea cântărețelor pop Britney Spears și Christina Aguilera.

Acum în formula finală, Destiny's Child au înregistrat o piesă pentru coloana sonoră a filmului Îngerii lui Charlie: În graba mare. Lansat ca single în octombrie 2000, Independent Women Part 1 a stat 11 săptămâni consecutive pe locul 1 în topul Billboard , cel mai mult pentru un single Destiny's Child, și cel mai mult în acel an în Statele Unite.

### 2000 - 2002:Continuarea succesului
La sfârșitul anului 2000, Destiny's Child au anunțat că vor înregistra și proiecte solo. Până la începutul anului 2001, formația și-a înregistrat al treilea album, Survivor. Albumul a reprezentat o schimbare în procesul de producție, Knowles ajutând la compunerea și producerea aproape întregului album. Tot ea a interpretat singură două cântece de pe album: „Brown Eyes” și „Dangerously In Love”. Totuși, restul pieselor de pe album sunt împărțite egal, Knowles și Rowland cântând câte un vers, iar Williams ultima parte, cu toate că există și excepții.
Survivor—a cărui titlu a fost inspirat de o glumă a unui DJ-ei, referindu-se la membrele Destiny's Child, ca făcând parte din seria tv Supraviețuitorul, deoarece „se votează care să plece”—a fost lansat în primăvara anului 2001, debutând pe locul 1 în Billboard 200, vânzându-se în peste 663.000 de copii în prima săptămână de la lansare Primele trei single-uri, „Independent Woman Part I” (US, UK, NZ #1), „Survivor” (UK #1, US, CAN #2, SWI #5) și „Bootylicious” (US #1, UK #2, CAN, AUS, NZ #4, FRA #5) au devenit hituri internaționale, toate trei devenind hituri #1 în United World Chart. Albumul a primit de patru ori discul de platină în Statele Unite
; a primit dublu disc de platină în Australia, iar The Writing's On The Wall a primit triplu disc de platină în același ani.
Spre sfârșitul anului, grupul a lansat un album pentru sărbători, 8 Days of Christmas. Albumul conținea versiuni moderne ale unor colinde de Crăciun. În februarie 2001, formația a primit două premii Grammy pentru „Say My Name”: Cea mai bună interpretare vocală al unui duo sau al unui grup și Cea mai bună melodie R&B. Au câștigat și un American Music Award pentru Formație/Duo soul/R&B preferat(ă). La începutul anului 2002, o compilație de remixuri, intitulată This Is the Remix a fost lansată pentru a ocupa timpul până la următoarea apariție discografică.
Single-ul câștigător al unui Grammy, „Survivor” a fost interpretat de unii ca răspuns față de certurile dintre membrele formației, cu toate că Knowles a declarat că nu îi era dedicat nimănui în mod special. Văzând piesa ca o încălcare a contractului care le împiedica pe cele două părți să se atace în public, Roberson și Luckett au pornit un nou proces împotriva Destiny's Child și Sony Music, la scurt timp după lansarea This Is the Remix. Cazul a fost rezolvat amiabil în iunie 2002.

### 2002–2004: Lansări solo
La sfârșitul anului 2000, Destiny's Child și-au făcut publică intenția de a lucra și la alte proiecte, inclusiv la carierile solo. Ideea de a se lansa solo a aparținut managerului lor. În 2002, Williams și-a lansat primul album solo, intitulat Heart to Yours, o colecție de diferite melodii gospel. Albumul a ajuns pe locul 57 în Billboard 200, și pe locul 1 în topul albumelor gospel. Rowland a apărut pe single-ul „Dilemma” a lui Nelly, care a devenit un hit mondial, câștingând și un Grammy; a devenit prima membră Destiny's Child care a obținut un #1. În același ani, Knowles a apărut alături de Mike Myers în filmul de succes Austin Powers: Goldmember. Prima ei melodie solo, „Work It Out” a fost inclusă pe coloana sonoră a filmului.
Pentru a profita de succesul piesei „Dilemma”, data de lansare a primului album solo al lui Rowland, Simply Deep a fost mutată de la începutul anului 2003 în septembrie 2002. Cariera internațională a lui Rowland a luat avânt odată cu Simply Deep care a ajuns pe locul 1 în topul albumelor din Marea Britanie. În același an a jucat în primul ei film, Freddy vs. Jason. Între timp, Knowles a apărut în al doilea ei film, The Fighting Tempations, și pe primul single de pe albumul The Blueprint²: The Gift & the Curse al iubitului ei, Jay-Z, „'03 Bonnie and Clyde”; mulți au considerat featuringul ca fiind o încercare de a-i da cântăreței credibilitate de stradă.
Tot din cauza succesului piesei „Dilemma”, albumul de debut a lui Dangerously In Love a fost amânat de mai multe ori, până în iunie 2003. Dangerously in Love a debutat pe locul 1, vânzând 317.000 de copii în prima săptămână. A produs hiturile #1 „Crazy in Love” și „Baby Boy” precum și hiturile de top 5 „Me, Myself and I” și „Naughty Girl”. Albumul a fost foarte bine primit de critici, ca rezultat, a primit 5 premii Grammy în doar o noapte, fiind la egalitate cu  Norah Jones, Lauryn Hill, și Alicia Keys pentru cele mai multe Grammy câștigate într-o singură ediție de o artistă. În noiembrie 2003, Williams a apărut în muzicalul Aida pe Broadway. În ianuarie 2004 și-a lansat al doilea album solo gospel, Do You Know, care a ajuns pe locul 2 în topul albumelor gospel din Statele Unite.

### 2004 - 2006: Împlinirea destinului

Coperta albumului Destiny Fulfilled

Single-ul ce anunța reîntoarcerea pe scena muzicală a grupului, "Lose My Breath" a fost lansat pe data de 1 noiembrie 2004. Acesta a urcat repede în clasamente, reușind să a atingă poziția cu numărul trei în SUA, unde a staționat timp de patru săptămâni, devenind al nouălea single de top 10. În Regatul Unit a debutat pe locul #2, unde a rămas timp de patru săptămâni, nereușind să urce mai sus. La nivel mondial single-ul a avut mare succes, staționând pe prima poziție a United World Chart timp de unsprezece săptămâni consecutive. Lose My Breath a acumulat în total 7,175,000 de puncte oferite de MediaTraffic, 3.970.000 dintre acestea fiind acumulate în 2004 iar restul de 3.205.000 de puncte în 2005.
Albumul de pe care face parte această melodie se numește Destiny Fulfilled și a primit critici mixte. Allmusic oferă albumului doar 2,5 puncte din 5. Publicația subliniază faptul că după începutul bun cu "Lose My Breath" și "Soldier" pe album se mai găsesc doar o serie de balade și melodii cu tempo jos. Aceeași publicație afirmă despre album că este o dezamăgire față de celelelte albume ale grupului. The Guardian și Rolling Stone oferă albumului doar 2 puncte din 5. Albumul a debutat prematur pe locul #19 în SUA, urcând în săptămâna următoare pe locul #2, cu vânzări de aproape 500,000 de unități.

Cel de-al doilea single al albumului, "Soldier", nu a reușit să-și egaleze predecesorul dar a activat bine în clasamente, ocupând aceeași poziție cu numărul 3 în Billboard Hot 100 În Regatul Unit, single-ul a debutat pe locul 4, nereușind să urce mai sus. La nivel mondial Soldier a atins poziția cu numărul 5. Al treilea single al albumului, Girl nu s-a ridicat la nivelul precedentelor, devenind a doua cea mai slabă prezență Destiny's Child în Billboard Hot 100, doar după "Bug a Boo". 
"Girl" a atins doar poziția cu numărul 23 și poziția cu numărul 10 în Hot R&B/Hip Hop Singles & Tracks La nivel mondial, "Girl" a avut mai mare succes fiind cunoscut ca ultimul single al grupului în piețele muzicale europene. Cântecul a atins poziții de top 10 în Australia, Irlanda, Noua Zeelandă și Regatul Unit. În clasamentul mondial single-ul a atins doar poziția cu numărul 13. Ultimul single al albumului, "Cater 2U" nu a avut succesul celorlalte. Doar în Statele Unite a avut mai mult succes decât "Girl", atingând poziția cu numărul 14. În Oceania a activat mai bine, obținând poziția cu numărul 7 în Noua Zeelandă și locul 15 în Australia. În Regatul Unit videoclipul a avut succes în clasamentul difuzărilor video dar a fost un eșec la posturile de radio, prin urmare, single-ul a fost anulat.
După lansarea celui de-al patrulea album, grupul a anunțat că o va lua pe drumuri separate, despărțirea având loc amiabil, fetele susținându-se una pe ceaalată. La finalul carierei au lansat un album Best Of, #1's, ce a debutat direct pe locul #1 în SUA. Single-ul lansat de pe acest album a fost Stand Up For Love, care nu a primit difuzare decât din partea câtorva stații radio din SUA și nu a intrat în vreun clasament din SUA.
După acest eșec a fost lansat Check on It, piesă cântată doar de Beyoncé, ce a ajuns până pe locul #1 în SUA și în Noua Zeelandă. Cântecul a avut succes și în Europa atingând poziții de top 10 în majoritatea clasamentelor unde a activat. De asemenea a atins poziția cu numărul 2 în United World Chart. Paradoxal doar opt dintre cele șaisprezece piese au ajuns #1.

### 2006 - Prezent: Alte lansări Solo
La sfârșitul anului 2006, Knowles și-a lansat cel de-al doilea album de studio, intitulat B’Day. „Déjà Vu” a fost primul single al albumului, care a avut succes în Europa și SUA însă a activat slab în Oceania. Single-ul a ajuns pe prima poziție în Regatul Unit și în top 10 în majoritatea clasamentelor unde a intrat, cu excepția celor din Noua Zeelandă și Australia, unde a atins doar poziții de top 20. Al doilea single al albumului, „Ring The Alarm” a fost lansat doar în SUA, unde a obținut poziția cu numărul 11. Cel de-al treilea single, „Irreplaceable” a devenit cel mai de succes single al albumului, atingând poziția cu numărul 1 în clasamentul Billboard Hot 100, unde a staționat timp de zece săptămâni consecutive. De asemenea, Irreplaceable a avut succes și în United World Chart, unde a staționat pe locul 1 timp de doisprezece săptămâni. În aprilie 2007 materialul discografic a fosr relansat, împreună cu single-ul „Beautiful Liar”, un duet cu Shakira. Acesta a intrat în istorie, înregistrând cel mai mare salt din toate timpurile în Billboard Hot 100, urcând nouăzeci și unu de poziții într-o singură săptămână. De pe album au mai fost lansate melodii ca „Green Light”, „Listen”, „Get Me Bodied” și „Amor Gitano”.
După lansarea ultimelor melodii ale lui Beyoncé, Kelly Rowland a început promovarea single-ului „Like This”, o colaborare cu Eve. Like This a atins poziția cu numărul 30 în clasamentul Billboard Hot 100. De asemenea, acesta a atins poziția cu numărul 1 în clasamentele Billboard Hot Dance Club Play, Hot Singles Sales și Hot R&B/Hip-Hop Singles Sales. În Europa, single-ul a avut mai mult succes, atingând poziții de top 10 în Croația, Irlanda, Regatul Unit și Slovenia. Materialul de pe care face parte această melodie se intitulează Ms. Kelly. Al doilea single al albumului, „Ghetto”, a fost lansat doar în America de Nord, unde a activat foarte slab, obținând poziția cu numărul 9 în clasamentul Billboard Bubbling Under R&B/Hip-Hop Singles, echivalentul locului 109 în clasamentul R&B. Al treilea single al albumului, „Work” a fost lansat în afara Americii de Nord. În scurt timp, single-ul a devenit cel mai mare succes al albumului, atingând poziții de top 10 în peste zece țări europene. De asemenea, „Work”, a atins poziții de top 10 și în Oceania. „Daylight” a fost ultimul single lansat de pe album, activând modest.
În aprilie 2008, Michelle a lansat melodia „We Break The Dawn”. Single-ul a avut succes în clasamentele dance din SUA, atingând poziția maximă în clasamentul Billoard Hot Dance Airplay și poziția cu numărul 4 în clasamentul Biilboard Hot Dance Club Play. De asemenea, single-ul a avut succes și în clasamentele dance din Brazilia, unde a obținut poziția cu numărul 5. Albumul lui Michelle, Unexpected trebuia lansat pe data de 12 august 2008 însă a fost amânat pentru data de 7 octombrie. Materialul va beneficia de două single-uri lansate în paralel, „Hello Heartbreak” și „The Greatest”. Primul va fi lansat exclusiv pentru formatele de radio dance iar cel de-al doilea va fi  lansat pentru toate formatele de radio.
Recent Beyoncé a luat parte la înregistrarea melodiei Just Stand Up, împreună cu alte paisprezece cântărețe. Această melodie face parte dintr-o campanie de informare în legătură cu cancerul. De asemenea, aceasta își va lansa mult anticipatul album pe data de 18 noiembrie 2008. Materialul va fi precedat de două single-uri If I Were a Boy și Single Ladies, care vor fi trimise posturilor de radio pe data de 14 octombrie.

### Mini-Reuniuni
În 2007, grupul s-a reunit pentru a lua parte la filmarea videoclipului pentru melodia „Get Me Bodied”, a lui Beyoncé. La filmări a luat parte și sora artistei, Solange Knowles. Videoclipul a fost lansat pe DVD-ul B'Day Anthology Video Album. Pe data de 26 iunie 2007, la gala premiilor BET, grupul a avut o altă mini-reuniune. Knowles a interpretat melodia „Get Me Bodied”, fiind acompaniată pe scenă de Michelle, Solange și Mo'Nique. După interpretarea sa, Beyoncé a prezentat-o publicului pe Kelly, care a interpretat melodia ei „Like This”, împreună cu Eve,
Pe data de 2 septembrie 2007, aflată la Los Angeles în cadrul turneului său mondial The Beyoncé Experience Live, Knowles a cântat melodia „Survivor” împreună cu Michelle și Kelly. Mai apoi Rowland și Williams i-au cântat lui Beyoncé „La Mulți Ani!”. Interpretarea este prezentă pe DVD-ul The Beyoncé Experience Live!, lansat pe data de 27 noiembrie 2007.

## Discografie
| - 1998: Destiny's Child - 1999: The Writing's on the Wall - 2001: Survivor - 2004: Destiny Fulfilled - 2001: 8 Days of Christmas (Album de Crăciun) - 2002: This Is the Remix (Album de remixuri) - 2005: #1's (Compilație) - 2001: The Platinum's on the Wall - 2003: Destiny's Child World Tour - 2006: Destiny's Child: Live in Atlanta |

### Single-uri clasate pe locul 1
| 1998 | „With Me”             | Destiny's Child           | - | 3  | 19 | 1 |
| 1998 | „Bills, Bills, Bills” | The Writing's on the Wall | 1 | 9  | 6  | 2 |
| 2000 | „Say My Name”         | The Writing's on the Wall | 1 | 2  | 3  | 1 |
| 2000 | „Independent Women”   | Survivor                  | 1 | 1  | 1  | 3 |
| 2001 | „Survivor”            | Survivor                  | 2 | 1  | 1  | 7 |
| 2001 | „Bootylicious”        | Survivor                  | 1 | 4  | 2  | 4 |
| 2004 | „Lose My Breath”      | Destiny Fulfilled         | 3 | 16 | 2  | 1 |
|      |                       | Hituri #1                 | 4 | 2  | 2  | 3 |